# Joachim Frich

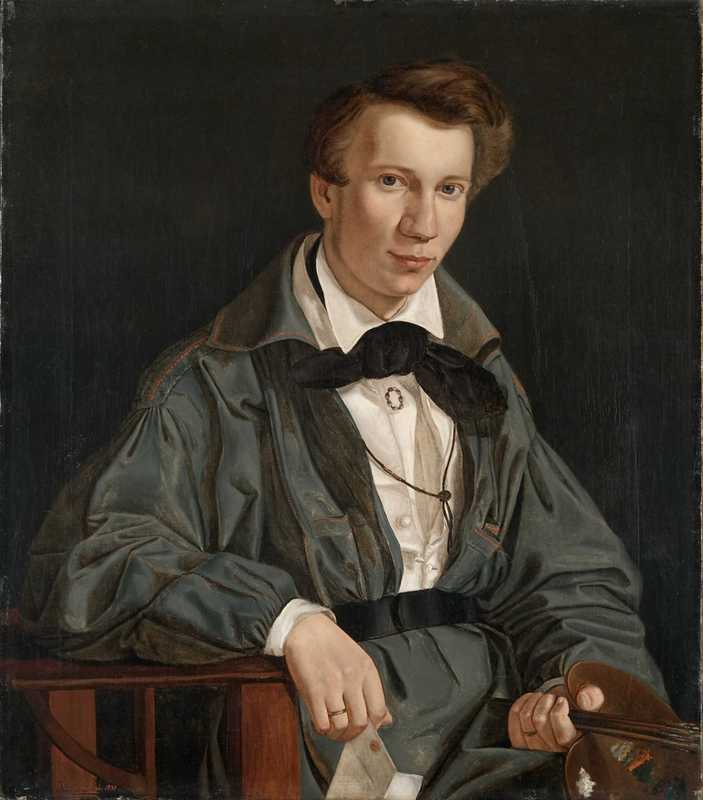
Joachim Frich, Gemälde von Adolph Tidemand, um 1830

Joachim Christian Geelmuyden Gyldenkrantz Frich (* 17. Juli 1810 in Bergen, Norwegen; † 29. Januar 1858 in Christiania, Norwegen) war ein norwegischer Landschaftsmaler und Lithograf. Er gilt als bedeutender Akteur der Nationalromantik in Norwegen.

## Leben

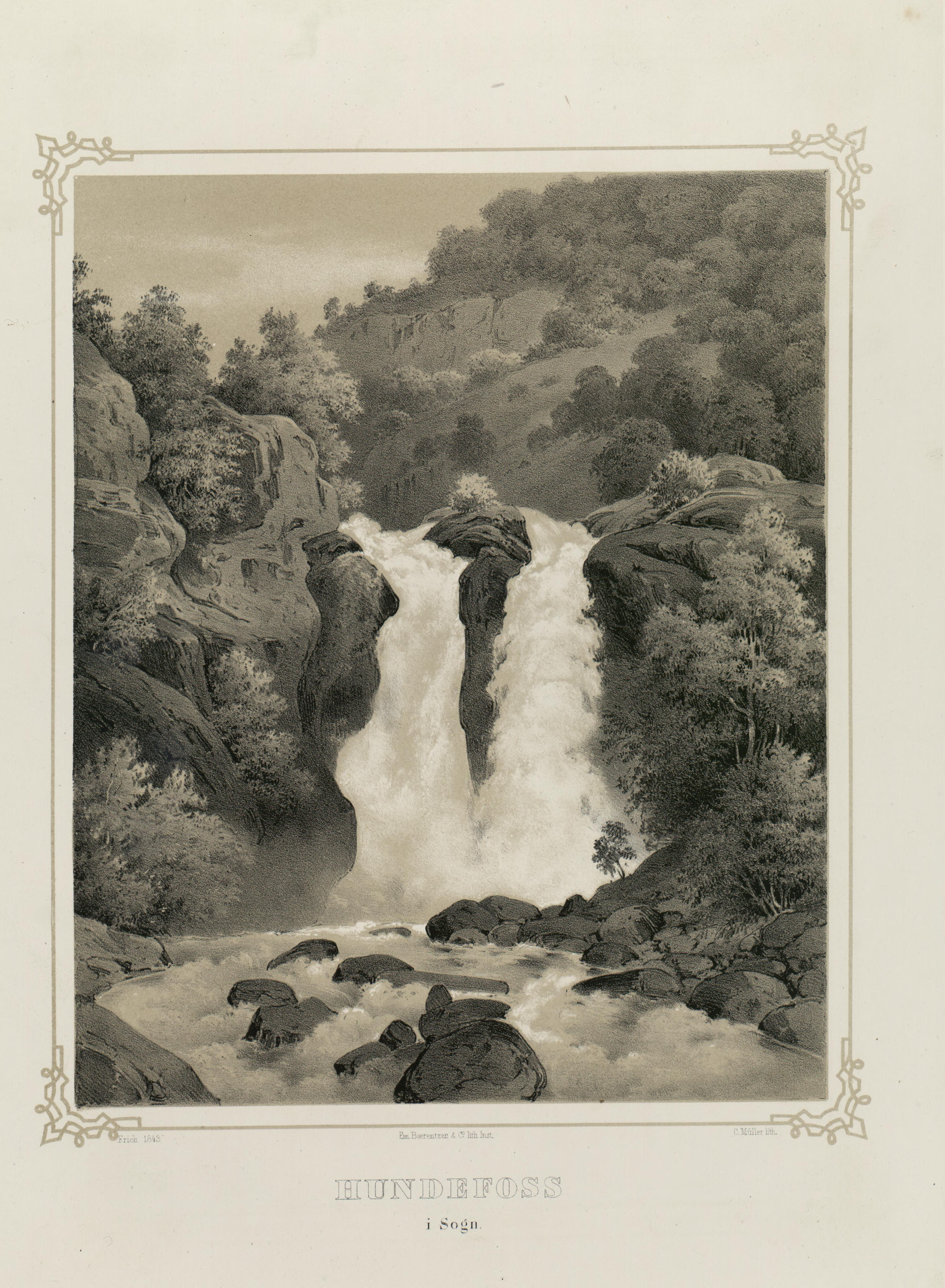
Hundesfoss i Sogn, Lithografie nach einem Original von Jacob Calmeyer (1802–1883) in: Christian Tønsberg: Norge fremstillet i Tegninger, 1848

Frich, Sohn des Einzelhändlers David Frich (1782–1859) und dessen Ehefrau Gertrude Barclay (1782–1838), erhielt ersten künstlerischen Unterricht in Bergen von Lyder Sagen (1777–1850) und Carl Peter Lehmann (1794–1876). 1834 bis 1836 studierte er an der Kunstakademie Kopenhagen unter Christoffer Wilhelm Eckersberg. Johann Ludwig Lund und Johan Frederik Møller (1797–1871). Danach ging er 1836 an die Kunstakademie Dresden, wo er Schüler von Johan Christian Clausen Dahl war. Von 1837 bis 1839 lebte er in München. Dort beeinflusste ihn die Malerei Carl Rottmanns. Danach ließ er sich in Christiania nieder, in deren Kunstszene er in den 1840er und 1850er Jahren eine bedeutende Rolle spielte. 1841 wurde er dort Lehrer der Königlichen Zeichenschule. Außerdem wurde er Mitglied des Vorstandes der Nationalgalerie in Christiania. 1844 gehörte Frich zu den Stiftern des Vereins zur Erhaltung der norwegischen Denkmäler der Vergangenheit (Foreningen til Norske Fortidsmindesmerkers Bevaring). Mit Adolph Tidemand und Hans Fredrik Gude beeinflusste er die norwegische Nationalbewegung. Für Christian Tønsbergs Veröffentlichung Norge fremstillet i Tegninger (Norwegen in Zeichnungen) lieferte er bis 1848 den lithografischen Stoff. Sein Hauptwerk, sechs dekorative Gemälde für das Esszimmer von Schloss Oskarshall, schuf er 1850. Innerhalb Norwegens unternahm er jährliche Reisen, außerdem besuchte er Schweden, die Niederlande und Belgien. 1846 und 1855 unternahm er Studienreisen nach Düsseldorf, deren Malerschule ihn künstlerisch stark prägte, insbesondere die Landschaftsmalerei von Andreas Achenbach, Johann Wilhelm Schirmer und Carl Friedrich Lessing. 1855 reiste er weiter nach Paris, um die Weltausstellung zu besuchen.

## Werke (Auswahl)

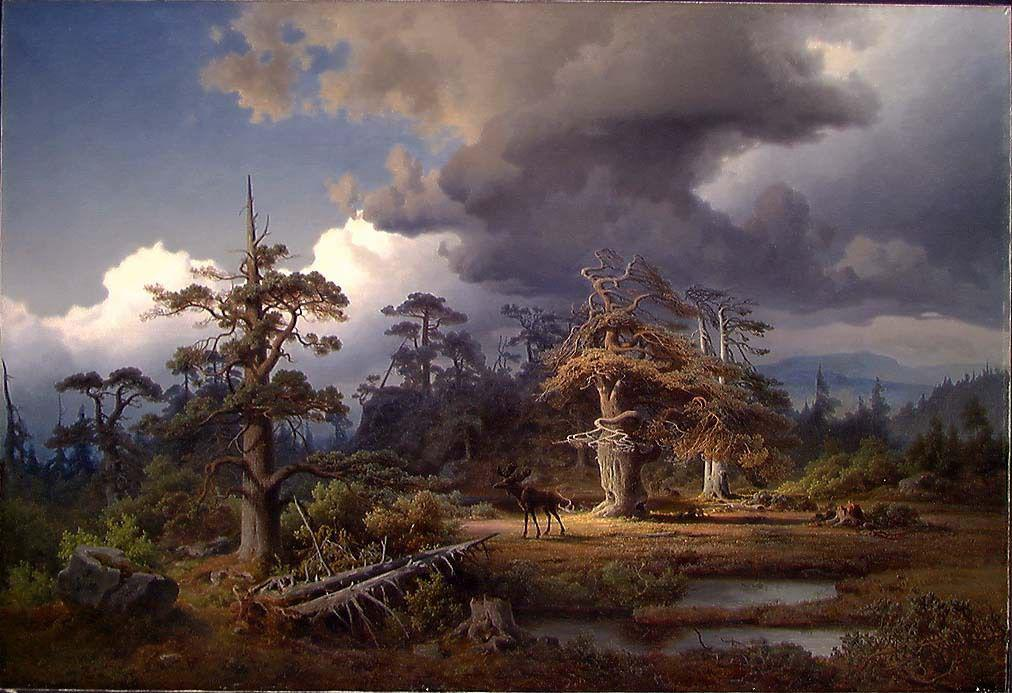
Fra øvre Telemark, 1852, Nationalmuseum Oslo

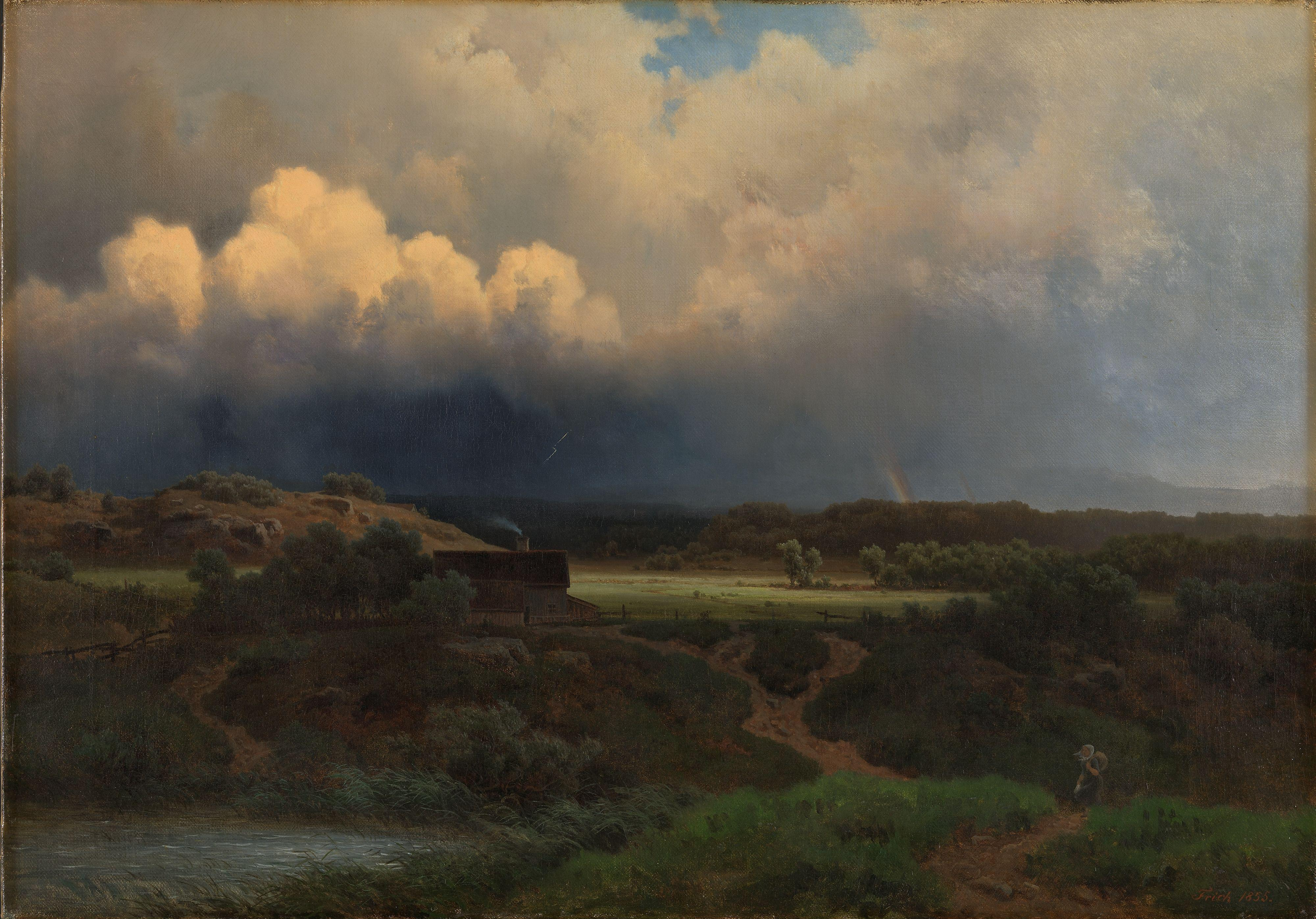
Landskap i opptrekkende uvær, 1855, Nationalmuseum Oslo

- Elvelandskap, 1838, Nationalmuseum Oslo
- Høstlandskap, 1848, Nationalmuseum Oslo
- Fra Hallingdal, 1849, Nationalmuseum Oslo
- Landskap, motiv från Nummedalen i Norge, 1850, Schwedisches Nationalmuseum
- Bakkehuset, Pilestredet, 1850, Nationalmuseum Oslo
- Skoglandskap, 1851, Lillehammer Kunstmuseum
- Fra øvre Telemark, 1852, Nationalmuseum Oslo
- Sommerlandskap, 1853, Nationalmuseum Oslo
- Skogstjern, 1856, Lillehammer Kunstmuseum
- Fjordlandskap, 1856, Lillehammer Kunstmuseum
- Fra Lierdalen, 1856, Nationalmuseum Oslo
- Fra Holsfjorden, Ringerike, 1856, Nationalmuseum Oslo
- Landskap i opptrekkende uvær, 1855, Nationalmuseum Oslo